# Municipio de Stevens (Dakota del Norte)
El municipio de Stevens (en inglés: Stevens Township) es un municipio ubicado en el condado de Ramsey en el estado estadounidense de Dakota del Norte. En el año 2010 tenía una población de 67 habitantes y una densidad poblacional de 0,74 personas por km².

## Geografía
El municipio de Stevens se encuentra ubicado en las coordenadas 48°3′52″N 98°36′52″O / 48.06444, -98.61444. Según la Oficina del Censo de los Estados Unidos, el municipio tiene una superficie total de 90.72 km², de la cual 87,36 km² corresponden a tierra firme y (3,71 %) 3,37 km² es agua.

## Demografía
Según el censo de 2010, había 67 personas residiendo en el municipio de Stevens. La densidad de población era de 0,74 hab./km². De los 67 habitantes, el municipio de Stevens estaba compuesto por el 94,03 % blancos, el 1,49 % eran asiáticos y el 4,48 % eran de una mezcla de razas. Del total de la población el 0 % eran hispanos o latinos de cualquier raza.